# 25988 Janesuh
25988 Janesuh este un asteroid din centura principală de asteroizi.

## Descriere
25988 Janesuh este un asteroid din centura principală de asteroizi. A fost descoperit pe 19 martie 2001 la Socorro, New Mexico, în cadrul proiectului LINEAR. Asteroidul prezintă o orbită caracterizată de o semiaxă mare de 2,63 ua, o excentricitate de 0,18 și o înclinație de 4,7° în raport cu ecliptica.